# 选言三段论
选言三段论(Disjunctive Syllogism)，也叫做析取三段论或拒取式（modus tollendo ponens，字面意思：通过否定来肯定）是有效的简单的论证形式：
P或Q
非P
所以Q
在逻辑运算符记号中：
{\displaystyle p\veebar q}，
¬ {\displaystyle p\quad }
{\displaystyle \vdash q}
这里的{\displaystyle \vdash }表示逻辑断言。
粗略的，我们可以说一个或另一个是真；接着我们可以说一个不是真；那么我们可以推导出另一个必须是真。这种推理叫做"选言三段论"，就是说，首先它是三段论--三个步骤的论证--其次它包含一个析取式，它简单的意味着一个"或"陈述。"要么P要么Q"是一个析取式；P和Q叫做这个陈述的离析项（disjunct）。
一个例子：
我要么选择汤要么选择沙拉。
我不选择汤。
所以，我选择沙拉。
另一个例子：
要麼小王赢要麼小张赢。
小王没有赢。
所以，小张赢了。

## 包容的与排斥的析取式
应当注意到有两种逻辑析取是重要的：
- 包容的意味着"与/或"，这里至少有一个项是真，它们可以都是真。
- 排斥的（“异或”）意味着必须有一个是真而另一个是假。两项不能都为真也不能都为假。

通俗英语的或的概念经常在这两种意思之间不明确，但是这种区别在评估析取论证的时候是关键的。
这个论证：
P或Q.
非P.
所以Q.
是有效的并且没有在两种意义之间是有区别的。但是，下列论证只有在排斥的意义上才是有效的：
P或Q（排斥的）。
P.
所以，非Q。
对于包容的意义你从论证的前两个前提不能得出任何结论。参见肯定离析项。

## 有关的论证形式
不像肯定前件和否定后件，不应与之混淆，拒取式经常不作为逻辑系统的明确的规则或公理，因为上述论证可以使用（略微迂回了一些的）反证法和析取除去的组合来完成。
拒取式不应该混淆于肯定后件。